# A Chorus Line
A Chorus Line je americký muzikál, jehož autory jsou James Kirkwood mladší a Nicholas Dante (předloha), dále Edward Kleban (texty) a Marvin Hamlisch (hudba).
Originální broadwayská produkce se stala hitem a byla dvanáctkrát nominována na cenu Tony, z nichž devět získala. V roce 1976 získal muzikál Pulitzerovu cenu za drama.
Na Broadway se odehrálo 6 137 představení a v roce 2006 tam byl muzikál uveden v obnovené premiéře.

## Hudební čísla
- "I Hope I Get It" – Company
- "I Can Do That" – Mike
- "And..." – Bobby, Richie, Val, Judy
- "At the Ballet" – Sheila, Bebe, Maggie
- "Sing!" – Kristine, Al, Company
- "Montage část 1: Hello Twelve, Hello Thirteen, Hello Love" – Mark, Connie, Company
- "Montage část 2: Nothing" – Diana
- "Montage část 3: Mother" – Don, Judy, Maggie, Company
- "Montage část 4: Gimme the Ball" – Greg, Richie, Company
- "Dance: Ten, Looks: Three" – Val
- "The Music and the Mirror" – Cassie
- "One" – Company
- "The Tap Combination" – Company
- "What I Did for Love" – Diana, Company
- "One (Reprise)/Finale" – Company